# Marcelo Allende
Marcelo Iván Allende Bravo (Pudahuel; 7 de abril de 1999) es un futbolista chileno que se desempeña como centrocampista y milita en el Mamelodi Sundowns Football Club de la Liga Premier de Sudáfrica. Ha sido internacional con la selección de fútbol de Chile.

## Trayectoria

### Deportes Santa Cruz
Luego de su desvinculación de Cobreloa, su agente lo llevó al equipo Club de Deportes Santa Cruz de la Segunda División Profesional de Chile para continuar su formación como jugador, en este club hizo su debut profesional el 13 de marzo del 2016 contra Naval de Talcahuano. Este club le dio permiso para ir a unas pruebas en el Arsenal Football Club, en donde militaba su compatriota Alexis Sánchez, en el año 2017.

### Necaxa
El día 7 de septiembre de 2017 el Club Necaxa ficha al jugador, aunque recién se incorporará al equipo mexicano para disputar el Clausura 2018.

## Selección nacional

### Selecciones menores

#### Participaciones en Copas Mundiales
| Mundial                     | Sede  | Resultado        | PJ | Goles |
| --------------------------- | ----- | ---------------- | -- | ----- |
| Copa Mundial Sub-17 de 2015 | Chile | Octavos de final | 4  | 2     |

#### Participaciones en Sudamericanos
| Torneo                      | Sede  | Resultado      | PJ | Goles |
| --------------------------- | ----- | -------------- | -- | ----- |
| Sudamericano Sub-20 de 2019 | Chile | Fase de grupos | 4  | 0     |

#### Selección absoluta
El 4 de diciembre de 2021 fue convocado por Martín Lasarte para disputar sus primeros encuentros amistosos con la selección frente a México y El Salvador, no jugó ante El tri en donde La Roja empató 2-2 y su debut fue en la victoria 0-1 ante La Selecta como titular en donde mostró un gran nivel de juego, incluso casi logró anotar un gol, fue sustituido en el minuto 74' por Marcelino Núñez.

### Partidos internacionales
Actualizado hasta el 12 de diciembre de 2021.
| Partidos internacionales | Partidos internacionales | Partidos internacionales                                 | Partidos internacionales | Partidos internacionales | Partidos internacionales | Partidos internacionales | Partidos internacionales | Partidos internacionales | Partidos internacionales |
| N.º                      | Fecha                    | Estadio                                                  | Local                    | Resultado                | Visitante                | Goles                    | Asistencias              | DT                       | Competición              |
| ------------------------ | ------------------------ | -------------------------------------------------------- | ------------------------ | ------------------------ | ------------------------ | ------------------------ | ------------------------ | ------------------------ | ------------------------ |
| 1                        | 12 de diciembre de 2021  | Banc of California Stadium , Los Ángeles, Estados Unidos | El Salvador              | 0-1                      | Chile                    |                          |                          | Martín Lasarte           | Amistoso                 |
| Total                    | Total                    | Total                                                    | Presencias               | 1                        | Goles                    | 0                        |                          |                          |                          |

| Selección chilena | Selección chilena | Selección chilena |
| Año               | Partidos          | Goles             |
| ----------------- | ----------------- | ----------------- |
| 2021              | 1                 | 0                 |
| Total             | 1                 | 0                 |

## Estadísticas

### Clubes
| Club                             |                  | Temporada        | Liga  | Liga   | Liga  | Copas nacionales | Copas nacionales | Copas nacionales | Torneos internacionales | Torneos internacionales | Torneos internacionales | Total | Total  | Total | Media goleadora |
| Club                             | Part.            | Temporada        | Goles | Asist. | Part. | Goles            | Asist.           | Part.            | Goles                   | Asist.                  | Part.                   | Goles | Asist. |       | Media goleadora |
| -------------------------------- | ---------------- | ---------------- | ----- | ------ | ----- | ---------------- | ---------------- | ---------------- | ----------------------- | ----------------------- | ----------------------- | ----- | ------ | ----- | --------------- |
| Deportes Santa Cruz · Chile      | 3.ª              | 2016             | 9     | 0      | 0     | —                | —                | —                | —                       | —                       | —                       | 9     | 0      | 0     | 0.00            |
| Deportes Santa Cruz · Chile      | 3.ª              | 2016-17          | 22    | 4      | 6     | —                | —                | —                | —                       | —                       | —                       | 22    | 4      | 6     | 0.18            |
| Deportes Santa Cruz · Chile      | 3.ª              | 2017             | 15    | 3      | 0     | —                | —                | —                | —                       | —                       | —                       | 15    | 3      | 0     | 0.2             |
| Deportes Santa Cruz · Chile      | Total club       | Total club       | 46    | 7      | 6     | 0                | 0                | 0                | 0                       | 0                       | 0                       | 46    | 7      | 6     | 0.15            |
| Necaxa · México                  | 1.ª              | 2018             | 3     | 0      | 0     | 5                | 2                | 0                | —                       | —                       | —                       | 8     | 2      | 0     | 0.25            |
| Necaxa · México                  | 1.ª              | 2018-19          | 9     | 0      | 0     | 1                | 0                | 0                | —                       | —                       | —                       | 10    | 0      | 0     | 0.00            |
| Necaxa · México                  | Total club       | Total club       | 12    | 0      | 0     | 6                | 2                | 0                | 0                       | 0                       | 0                       | 18    | 2      | 0     | 0.11            |
| Magallanes · Chile               | 2.ª              | 2019             | 11    | 0      | 1     | —                | —                | —                | —                       | —                       | —                       | 11    | 0      | 1     | 0.00            |
| Magallanes · Chile               | Total club       | Total club       | 11    | 0      | 1     | 0                | 0                | 0                | 0                       | 0                       | 0                       | 11    | 0      | 1     | 0.00            |
| Montevideo City Torque · Uruguay | 1.ª              | 2020             | 33    | 6      | 7     | —                | —                | —                | —                       | —                       | —                       | 33    | 6      | 7     | 0.18            |
| Montevideo City Torque · Uruguay | 1.ª              | 2021             | 26    | 3      | 8     | —                | —                | —                | 8                       | 1                       | 4                       | 34    | 4      | 12    | 0.12            |
| Montevideo City Torque · Uruguay | 1.ª              | 2022             | 18    | 6      | 3     | —                | —                | —                | 2                       | 0                       | 0                       | 20    | 6      | 3     | 0.3             |
| Montevideo City Torque · Uruguay | Total club       | Total club       | 77    | 15     | 18    | 0                | 0                | 0                | 10                      | 1                       | 4                       | 87    | 16     | 22    | 0.18            |
| Mamelodi Sundowns Sudáfrica      | 1.ª              | 2022-23          | 19    | 2      | 2     | 5                | 1                | 0                | 9                       | 1                       | 0                       | 33    | 4      | 2     | 0.12            |
| Mamelodi Sundowns Sudáfrica      | 1.ª              | 2023-24          | 18    | 2      | 3     | 10               | 1                | 1                | 16                      | 1                       | 2                       | 44    | 4      | 6     | 0.09            |
| Mamelodi Sundowns Sudáfrica      | 1.ª              | 2024-25          | 24    | 2      | 4     | 9                | 0                | 0                | 11                      | 0                       | 0                       | 44    | 2      | 4     | 0.05            |
| Mamelodi Sundowns Sudáfrica      | Total club       | Total club       | 61    | 6      | 5     | 24               | 2                | 1                | 36                      | 2                       | 2                       | 121   | 10     | 12    | 0.08            |
| Total en carrera                 | Total en carrera | Total en carrera | 207   | 28     | 30    | 30               | 4                | 1                | 46                      | 3                       | 6                       | 283   | 35     | 41    | 0.12            |
| 1. 2. 3.                         |                  |                  |       |        |       |                  |                  |                  |                         |                         |                         |       |        |       |                 |

### Selecciones
| Selección      | Temporada     | Amistosos | Amistosos | Sudamérica | Sudamérica | Mundial | Mundial | Total | Total | Media goleadora |
| Selección      | Temporada     | Part.     | Goles     | Part.      | Goles      | Part.   | Goles   | Part. | Goles | Media goleadora |
| -------------- | ------------- | --------- | --------- | ---------- | ---------- | ------- | ------- | ----- | ----- | --------------- |
| Sub-17 · Chile | 2015          | —         | —         | —          | —          | 4       | 2       | 4     | 2     | 0.5             |
| Sub-17 · Chile | Total         | 0         | 0         | 0          | 0          | 4       | 2       | 4     | 2     | 0.5             |
| Sub-20 · Chile | 2019          | —         | —         | 4          | 0          | —       | —       | 4     | 0     | 0.00            |
| Sub-20 · Chile | Total         | 0         | 0         | 4          | 0          | 0       | 0       | 4     | 0     | 0.00            |
| Adulta · Chile | 2021          | 1         | 0         | —          | —          | —       | —       | 1     | 0     | 0.0             |
| Adulta · Chile | Total         | 1         | 0         | 0          | 0          | 0       | 0       | 1     | 0     | 0.00            |
| Total carrera  | Total carrera | 1         | 0         | 4          | 0          | 4       | 2       | 9     | 2     | 0.22            |
| 1. 2.          |               |           |           |            |            |         |         |       |       |                 |

## Palmarés

### Títulos nacionales
| Título                | Equipo                  | País      | Año     |
| --------------------- | ----------------------- | --------- | ------- |
| Copa MX               | Club Necaxa             | México    | 2018-C  |
| Supercopa MX          | Club Necaxa             | México    | 2018    |
| Premier Soccer League | Mamelodi Sundowns F. C. | Sudáfrica | 2022-23 |
| Premier Soccer League | Mamelodi Sundowns F. C. | Sudáfrica | 2023-24 |
| Premier Soccer League | Mamelodi Sundowns F. C. | Sudáfrica | 2024-25 |

### Títulos internacionales
| Título                         | Equipo (*)                | Sede       | Año  |
| ------------------------------ | ------------------------- | ---------- | ---- |
| Juegos Suramericanos           | Selección de Chile sub-20 | Cochabamba | 2018 |
| Super Liga de Clubes de la CAF | Mamelodi Sundowns F. C.   | África     | 2023 |